# دايفيد هيمستيد
دايفيد هيمستيد (بالإنجليزية: David Hempstead)‏ هو منتج أفلام وكاتب سيناريو أمريكي، ولد في 2 أكتوبر 1909 في مدينة سولت ليك في الولايات المتحدة، وتوفي في 9 يناير 1983 في لوس أنجلوس في الولايات المتحدة.

## وصلات خارجية
- دايفيد هيمستيد على موقع IMDb (الإنجليزية)
- دايفيد هيمستيد على موقع قاعدة بيانات الفيلم (الإنجليزية)